# Перцева, Наталья Александровна
Наталья Александровна Перцева (род. 4 июня 1984, Красноармейск, Московская область) — российская футболистка, защитник. Выступала за сборную России.

## Футбольные достижения

### Командные
- Чемпионка России (3): 2010, 2012, 2016
- Обладательница Кубка России (3): 2008, 2009, 2010

### Личные
- Мастер спорта России международного класса